# Lonchotus politus
Lonchotus politus är en skalbaggsart som beskrevs av Gilbert John Arrow 1908. Lonchotus politus ingår i släktet Lonchotus och familjen Dynastidae. Inga underarter finns listade i Catalogue of Life.